# Carcen-Ponson
 Carcen-Ponson  (en occitano Carcen e Ponson) es una población y comuna francesa, situada en la región de Aquitania, departamento de Landas, en el distrito de Dax y cantón de Tartas-Ouest.

## Demografía
| 560 | 566 | 538 | 556 | 600 | 566 |
| Para los censos de 1962 a 1999 la población legal corresponde a la población sin duplicidades (Fuente: INSEE [Consultar]) |     |     |     |     |     |